# 윌리엄 머리

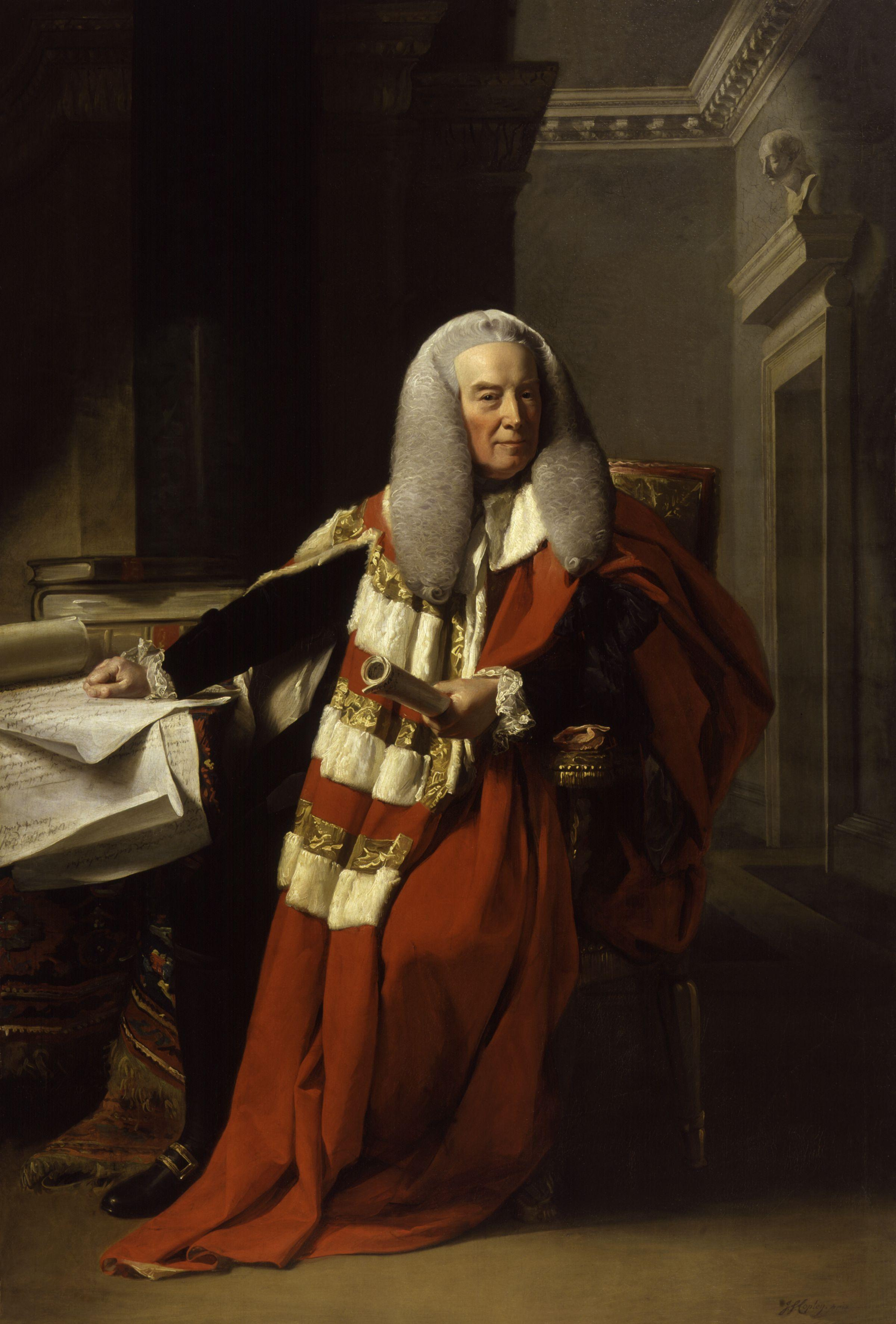
대법관 복장을 하고 있는 머리 경

제1대 맨스필드 백작 윌리엄 머리(영어: William Murray, 1st Earl of Mansfield, 1705년 3월 2일~1793년 3월 20일)는 영국의 변호사, 판사, 정치인이며 영국법을 개혁한 인물로 유명하다.
윌리엄 머리는 영국 대법관(Lord Chief Justice)을 지냈다. 영국에서 Lord Chief Justice는 Lord Chancellor 다음으로 사법부의 2인자로서, 고위귀족인 대법관(lord chief justice)이 국가의 사법체계를 책임지고 그 아래로 각 주에 파견된 고등판사(justiciar)가 있었다.
윌리엄 머리는 "자유란 법치 정부 아래 사는 것이다"라고 말했다.

## 같이 보기
- 위법수집증거배제법칙
- 영국 대법관(Lord Chief Justice)